# Eva mit den drei Gesichtern
Eva mit den drei Gesichtern (Originaltitel: The Three Faces of Eve) ist ein US-amerikanisches Filmdrama des Regisseurs Nunnally Johnson aus dem Jahr 1957 auf der Grundlage eines wahren Falles von Chris Costner Sizemore, einer Frau, die eine dissoziative Identitätsstörung hatte. Ihr Fall wird in einem Buch von Corbett Thigpen und Hervey M. Cleckley behandelt. Deutschland-Premiere war am 8. November 1957.

## Handlung
Eve White ist eine ruhige Ehefrau und Mutter, die sich gerne im Hintergrund hält, zumal sie ständig unter Kopfschmerzen und Blackouts leidet. Der Psychiater Dr. Luther setzt sie unter Hypnose. Dabei kommt Eves zweite Persönlichkeit zum Vorschein, die wilde exzessive Eve Black. Damit konfrontiert verlässt Eves Ehemann sie und ihre Tochter. Durch permanente Therapien etabliert sich bald eine dritte Persönlichkeit in Eve, die stabile Jane, die sozusagen in der Mitte steht.
Dr. Luther versucht, die drei Persönlichkeiten von Eve in Einklang zu bringen. Dabei deckt er ein tragisches Erlebnis in Eves Kindheit auf. Eves geliebte Großmutter starb damals und die Familienmitglieder hatten aus Tradition die Tote zu küssen. Eves Kummer und Seelenpein brachten daraufhin eine zweite Persönlichkeit hervor, die nun Dinge vollbrachte, zu denen Eve sonst nicht in der Lage war.
Nachdem die Ursache ihrer Persönlichkeitsspaltung offengelegt ist, kann Jane (die stabile Persönlichkeit in Eve) sich nun an alles erinnern, was den dreien passiert ist. Als Dr. Luther mit Eve White sprechen will, erklärt Jane, dass weder Eve White noch Eve Black existieren. Nun sind alle drei Persönlichkeiten in einer Person vereint. Jane heiratet einen Mann namens Earl, den sie kennengelernt hat, und holt ihre Tochter Bonnie wieder zu sich zurück.

## Hintergrund
Die Autoren der Drehbuchvorlage waren praktizierende Psychiater, die den Fall der Chris Costner Sizemore beschrieben. Orson Welles, der die Rolle des Dr. Luther spielen sollte, aber wegen Zeitmangels absagen musste, sagte nach Durchsicht des Drehbuchs, dass die Hauptrolle einen Oscar gewinnen würde.
Filmarchitekt Lyle R. Wheeler kam oscardekoriert zum Set. Vier Oscars hatte er gewonnen (1940, 1947, 1954, 1957), einer folgte noch 1960. Sein Kollege Herman A. Blumenthal wurde 1964 und 1970 ausgezeichnet. Zusammen mit Wheeler gewann Ausstatter Walter M. Scott 1954 und 1957 zwei Oscars. Vier weitere Oscars folgten 1960 (wieder mit Wheeler), 1964, 1967 und 1970. Für das Kostümdesign war Renié Conley verantwortlich, die 1964 für Cleopatra einen Oscar bekam. Der Fachmann für die Spezial-Effekte L. B. Abbott gewann 1968 und 1971 seine Oscars. 1973 und 1977 wurde er zudem mit einem Spezialpreis der Academy ausgezeichnet.

## Kritiken
Der film-dienst bezeichnete den Film als eine „[a]llzu simple dramatische Aufbereitung eines Falles von Schizophrenie“ und führte weiter aus: „Eine darstellerische ‚tour de force‘ von Joanne Woodward macht den Film trotzdem zur packenden Unterhaltung.“

## Auszeichnungen
Oscarverleihung 1958
- Gewonnen:
  - Beste Hauptdarstellerin – Joanne Woodward

Golden Globe Awards 1958
- Gewonnen:
  - Beste Hauptdarstellerin – Drama – Joanne Woodward

National Board of Review Award 1957
- Gewonnen:
  - Beste Hauptdarstellerin – Joanne Woodward